# Бон-Ейр (Вірджинія)
Бон-Ейр (англ. Bon Air) — переписна місцевість (CDP) в США, в окрузі Честерфілд штату Вірджинія. Населення — 18 022 особи (2020).

## Географія
Бон-Ейр розташований за координатами 37°31′1″ пн. ш. 77°34′13″ зх. д. / 37.51694° пн. ш. 77.57028° зх. д. (37.516984, -77.570309).  За даними Бюро перепису населення США в 2010 році переписна місцевість мала площу 21,64 км², з яких 21,56 км² — суходіл та 0,08 км² — водойми.

## Демографія
Згідно з переписом 2010 року, у переписній місцевості мешкало 16 366 осіб у 6590 домогосподарствах у складі 4403 родин. Густота населення становила 756 осіб/км².  Було 7017 помешкань (324/км²).
Расовий склад населення:
| - 81,8 % — білих - 10,2 % — чорних або афроамериканців - 3,7 % — азіатів - 0,2 % — корінних американців - 1,7 % — осіб інших рас |

До двох чи більше рас належало 2,4 %. Частка іспаномовних становила 5,5 % від усіх жителів.
За віковим діапазоном населення розподілялося таким чином: 23,7 % — особи молодші 18 років, 60,5 % — особи у віці 18—64 років, 15,8 % — особи у віці 65 років та старші. Медіана віку мешканця становила 41,9 року. На 100 осіб жіночої статі у переписній місцевості припадало 91,2 чоловіків;  на 100 жінок у віці від 18 років та старших — 85,3 чоловіків також старших 18 років.
Середній дохід на одне домашнє господарство  становив 80 791 долар США (медіана — 69 703), а середній дохід на одну сім'ю — 93 773 долари (медіана — 83 438). Медіана доходів становила 52 356 доларів для чоловіків та 45 722 долари для жінок. За межею бідності перебувало 7,0 % осіб, у тому числі 11,9 % дітей у віці до 18 років та 1,9 % осіб у віці 65 років та старших.
Цивільне працевлаштоване населення становило 9025 осіб. Основні галузі зайнятості: освіта, охорона здоров'я та соціальна допомога — 23,2 %, науковці, спеціалісти, менеджери — 14,7 %, роздрібна торгівля — 12,5 %, мистецтво, розваги та відпочинок — 10,9 %.